# 용형호제
《용형호제》(중국어: 龍兄虎弟)는 1987년에 개봉한 성룡 주연의 액션 영화이다.

## 한국판 성우진(KBS) (1996년 1월 13일)
- 장세준 - 재키(성룡)
- 김민석 - 알란(앨런 탐)
- 김수경 - 로라(관지림)
- 강희선 - 미미(로라 포너)
- 김규식 - 베논 백작(보지다르 스밀자닉)
- 한상덕 - 만물교 교주(켄 보일)
- 김정호 - 만물교 신자(존 라달스키)
- 유제상 - 백작의 집사(알렉스 로딘)
- 박홍식 - 만물교 신자(제프리 브라운)
- 김혜미 - 여자(패트리샤 렌츠)
- 김소형 - 만물교 신자(로버트 오브라이언) / 경비원 / 외국 식당 직원